# Phyllophaga pubicauda
Phyllophaga pubicauda är en skalbaggsart som beskrevs av Bates 1888. Phyllophaga pubicauda ingår i släktet Phyllophaga och familjen Melolonthidae. Inga underarter finns listade i Catalogue of Life.